# Alexander McQueen
Lee Alexander McQueen, född 17 mars 1969 i Lewisham, London, död 11 februari 2010 i Mayfair, London, var en brittisk modeskapare, känd för sin okonventionella design och spektakulära modevisningar.

## Biografi
Lee McQueen utbildade sig i skrädderi hos Anderson & Sheppard på Savile Row i London. Han studerade därefter design vid den välrenommerade skolan Central Saint Martins College of Art and Design. Mellan 1992 och 1994 var han assistent hos modeskaparen Romeo Gigli. År 1996 blev han chefsdesigner för det franska modehuset Givenchy efter John Galliano. Han startade sedermera sitt eget märke Alexander McQueen, som år 2000 köptes upp av modehuset Gucci. I och med detta lades herrkollektionen ner och större delen av tiden använde han till damkollektionen. McQueen har även samarbetat med H. Huntsman & Sons, en välkänd Savile Row-skräddare.
Fyra gånger vann McQueen British Designer of the Year-priset. 2003 tilldelades han Brittiska Imperieorden för sina insatser för England.
McQueen hittades död i sitt hem den 11 februari 2010 efter att ha begått självmord genom hängning, en vecka efter sin mors död. Under sina sista tre år led McQueen av djupa depressioner.

## Bildgalleri

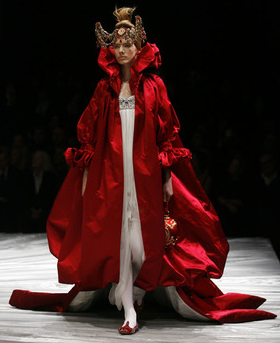
Kreation ur kollektionen The girl who lived in the tree från 2008.
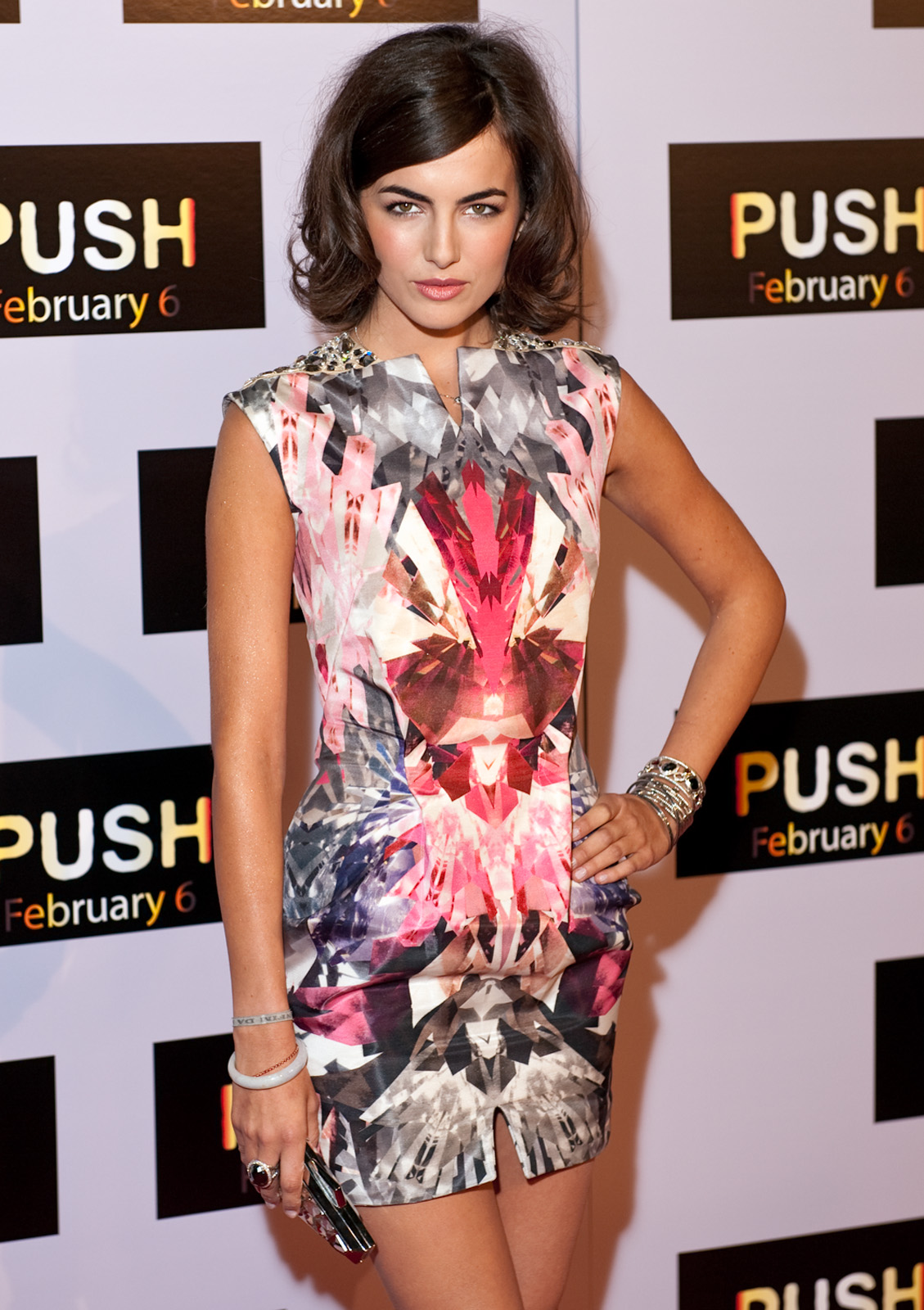
Skådespelaren Camilla Belle iförd klänning av McQueen.
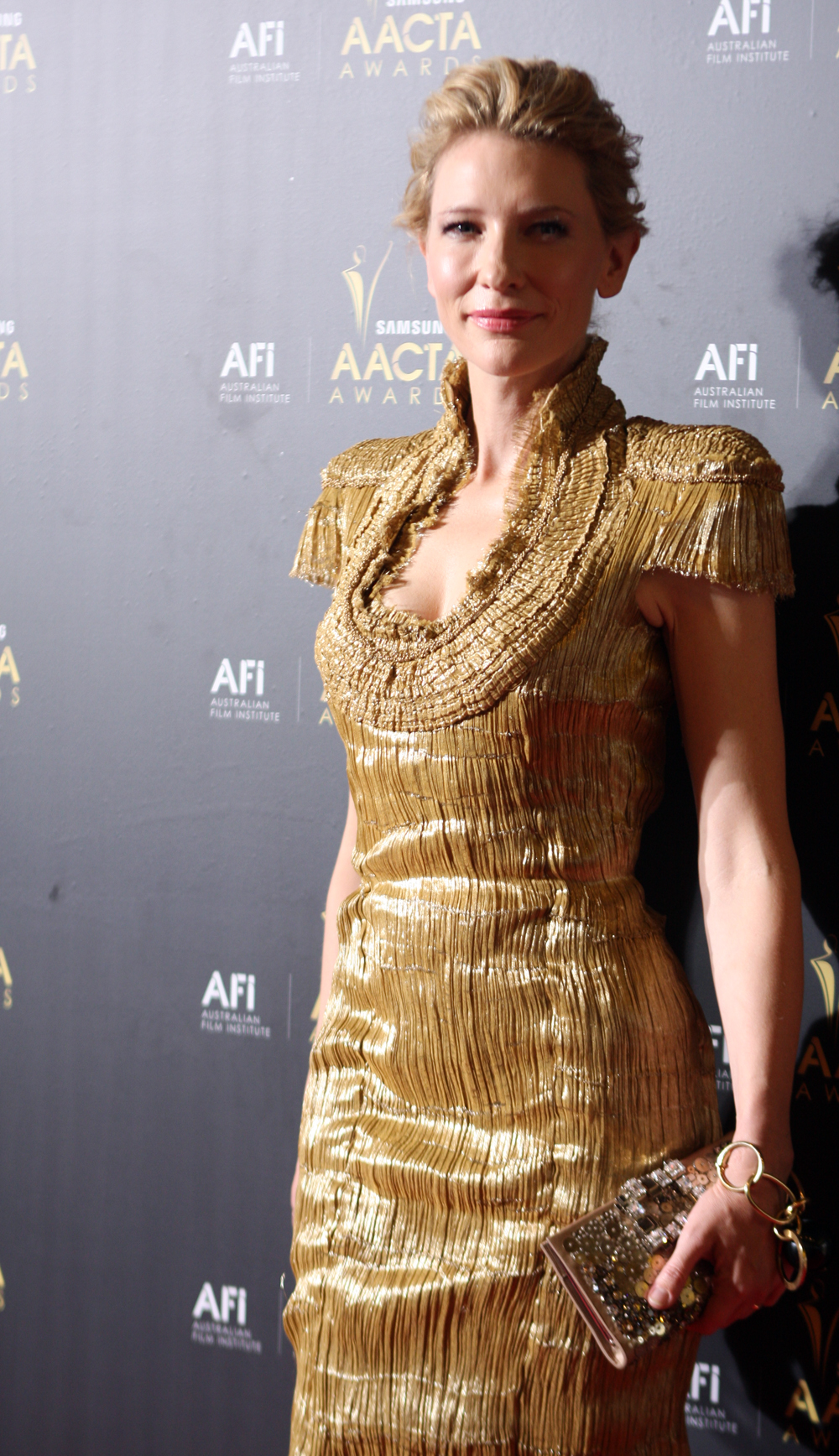
Skådespelaren Cate Blanchett iklädd sidenklänning av McQueen.